# Bisdom Itabuna
Het bisdom Itabuna (Latijn: Dioecesis Itabunensis) is een rooms-katholiek bisdom met als zetel Itabuna, in Brazilië. Het bisdom is suffragaan aan het aartsbisdom São Salvador da Bahia.

## Geschiedenis
Het bisdom werd opgericht op 7 november 1978, uit delen van het bisdom Ilhéus. 

## Parochies
Het bisdom had in 2021 een oppervlakte van 10.692 km2 en telde 758.450 inwoners waarvan 84,8% rooms-katholiek was.

## Bisschoppen
- Homero Leite Meira (7 november 1978 - 24 september 1980)
- Eliseu Maria Gomes de Oliveira (24 september 1980 - 20 juli 1983)
- Paulo Lopes de Faria (16 december 1983 - 2 augustus 1995)
- Czesław Stanula (27 augustus 1997 - 1 februari 2017)
- Carlos Alberto dos Santos (1 februari 2017 - heden)

São Salvador da Bahia (aartsbisdom) · Alagoinhas · Amargosa · Camaçari · Cruz das Almas · Eunápolis · Ilhéus · Itabuna · Teixeira de Freitas-Caravelas